# The Bends (пісня)
The Bends — пісня англійського рок-гурту Radiohead з їхнього другого студійного альбому The Bends (1995). В Ірландії вона була випущена лейблом Parlophone 26 липня 1996 року як шостий і останній сингл альбому і досягла 26 місця в Irish Singles Chart.
«The Bends» була написана у 1992 році, ще до виходу дебютного синглу «Creep» та дебютного студійного альбому Pablo Honey (1993). Протягом наступних двох років Radiohead виконували її багато разів, а потім записали на студії Manor Studio в Оксфордширі з продюсером Джоном Лекі. Це одна з найбільш виконуваних пісень Radiohead.
«The Bends» порівнюють з творчістю таких гуртів, як Queen, The Beatles, Pixies, The Smiths та Oasis; вокаліст Radiohead Том Йорк описав її як «пастиш Бові». Вона складається з п'яти частин, що робить її одним з найскладніших треків на The Bends.
«The Bends» увійшла до альбому найкращих хітів Radiohead: The Best Of (2008), а інші версії з'являлися на компіляціях Radiohead та інших виконавців. У 2017 році Uncut поставив її на третє місце серед найкращих пісень Radiohead. NME поставив гітарне соло на сьоме місце серед найкращих в історії музики.

## Трек-лист
| #     | Назва                              | Тривалість |
| ----- | ---------------------------------- | ---------- |
| 1.    | «The Bends»                        | 4:03       |
| 2.    | «My Iron Lung (live at the Forum)» | 4:20       |
| 3.    | «Bones (live at the Forum)»        | 3:02       |
| 11:35 |                                    |            |

## Персоналії
Radiohead
- Том Йорк — вокал, гітара, tape effects
- Джонні Ґрінвуд — гітара, орган, блокфлейта, піаніно
- Ед О'Браєн — гітара
- Колін Ґрінвуд — бас-гітара
- Філ Селвей — барабани

Студія
- Джон Лекі — продюсування; звукоінженер, додаткове зведення
- Найджел Ґодріч — звукоінженер
- Кріс Браун — звукоінженер
- Шон Слейд — зведення
- Пол К. Колдері — зведення

Дизайн
- Стенлі Донвуд
- The White Chocolate Farm
- Binge
- The Whole Hog